# Landschaftsschutzgebiet Dreescher Gehölz
Das Landschaftsschutzgebiet Dreescher Gehölz (auch als Waldstück „Dreesche“) bezeichnet ist ein Landschaftsschutzgebiet im Landkreis Aurich des Bundeslandes Niedersachsen. Es trägt die Nummer LSG AUR 00013 und liegt vollständig auf dem Gebiet der Gemeinde Großheide.

## Beschreibung des Gebiets
Das 1940 ausgewiesene Landschaftsschutzgebiet umfasst eine Fläche von 0,29 Quadratkilometern im Übergangsbereich zwischen der Seemarsch und der Geest. Es ist altes Siedlungsland, auf dem Tonscherben aus dem 2. bis 4. Jahrhundert n. Chr. gefunden wurden. Im frühen 12. Jahrhundert verfügte die Bremer Kirche im Arler Gebiet über zwei bereits 1106 nachweisbare Meierhöfe. Als einen dieser Meierhöfe (der nicht mit dem heutigen Hof identisch ist) nimmt man den ehemaligen Hof Dreesche an. Im Wald soll zudem eine Burg gestanden haben, von der im 19. Jahrhundert noch Graben und Zingel erhalten waren. Im 16. Jahrhundert gehörte der Hof dem ostfriesischen Grafenhaus Namensgebend ist der erstmals 1240 genannte Arler Nebenort Dreesche. Dessen Bezeichnung bedeutet „unbebautes Land“ oder unbebautes „Grünland“.

## Flora und Fauna
Das Gebiet ist vorwiegend mit Mischwald bestanden. Buche, Eiche und Birke dominieren den Wald. Daneben findet man auch Fichten, Tannen und Eiben sowie die Thuja als Ziergehölz. Ein Saum aus verschiedenen Straucharten umgibt das Waldstück, das teilweise forstwirtschaftlich genutzt wird. Das Gebiet dient zahlreichen Insekten, Kleinsäugern, Greifvögeln, Eulen und Kleinvögeln als Brut- und Nahrungsbiotop.
Landschaftsprägend ist nach Ansicht des Landkreises Aurich der Einfluss der vorherrschenden Westwinde auf das Erscheinungsbild des Gehölzes. Die Nadelbäume sollen nach und nach entnommen werden.

## Schutzzweck
Genereller Schutzzweck ist die „Erhaltung und Entwicklung einer reizvoll geprägten Kulturlandschaft mit kleinparzellierten Nutzflächen, Wallhecken und unbefestigten Sandwegen.“